# Cànid híbrid
Un cànid híbrid és l'híbrid que resulta de l'encreuament d'individus d'espècies diferents de cànids. Els llops (incloent-hi els dingos i els gossos), els coiots i els xacals tenen el mateix nombre de parells de cromosomes (39), cosa que en permet la hibridació i la creació de descendència fèrtil. En són una excepció el xacal ratllat i el xacal de llom negre, que no es poden hibridar amb les altres espècies del gènere Canis, tot i que en teoria podrien reproduir-se entre si. Les guineus i altres cànids menys propers als llops tenen un nombre de cromosomes molt diferent i, per tant, no es poden hibridar.